# 八度空間 (專輯)
《八度空間》是臺灣歌手周杰倫發行的第三張國語專輯。「八度空間」意味著1979年1月18日出生的杰倫可在西方八度音階的空間內，揮灑自如、遊刃有餘、創造驚奇、不按排理出牌的個性，讓人在既定的「八度框框」內，突破享受到無遠弗屆的異想世界；當听众在聆聽旋律之餘，閱讀「創作名筆」方文山瑰麗縝密的詞藻，更像是觀賞第八藝術的「電影」般。

## 曲目
| CD   | CD                                 | CD     | CD     | CD   |
| 曲序 | 曲目                               |        | 编曲   | 时长 |
| ---- | ---------------------------------- | ------ | ------ | ---- |
| 1.   | 半獸人 （《魔獸爭霸3》遊戲主題曲） | 方文山 | 林迈可 | 4:05 |
| 2.   | 半島鐵盒                           | 周杰伦 | 林邁可 | 5:17 |
| 3.   | 暗號                               | 許世昌 | 林迈可 | 4:29 |
| 4.   | 龍拳 （百事可樂廣告主題曲）        | 方文山 | 洪敬尧 | 4:32 |
| 5.   | 火車叨位去                         | 方文山 | 洪敬堯 | 4:34 |
| 6.   | 分裂                               | 周杰倫 | 鍾興民 | 4:12 |
| 7.   | 爺爺泡的茶                         | 方文山 | 林邁可 | 3:58 |
| 8.   | 回到過去                           | 劉畊宏 | 林邁可 | 3:51 |
| 9.   | 米蘭的小鐵匠                       | 方文山 | 洪敬堯 | 3:58 |
| 10.  | 最後的戰役                         | 方文山 | 鍾興民 | 4:11 |

在中国大陆发行时，《分裂》改名为《离开》，《火车叨位去》则被改为《火车去哪里》。

## 解說[2]
1. 半兽人
《半兽人》是2002年周杰伦为《魔兽争霸III：混乱之治》作代言而创作的，因此音乐中插入了一些游戏中的音效（例如军队行军的脚步声）。歌词的主题是半兽人种族“兽化”和“还原为人”的过程。音乐基本上是电子的，但合唱部分中管弦乐的运用也较多。有唱也有说唱。
2. 半岛铁盒
歌曲中的“半岛铁盒”是一个装满情人回忆的盒子，同时也是书名。这首 R&B 歌曲中最突出的乐器是原声吉他和铙钹。歌词是半唱半说唱的。此曲獲得了 2002MusicRadio中國TOP排行榜港台十大金曲獎。
此前华人版图出版了方文山写的名为“半岛铁盒”的小说，附带周杰伦的写真集。周杰倫從小說《半島鐵盒》中得到靈感，進而創作出歌曲《半島鐵盒》。
3. 暗号
《暗号》描述了两个恋人之间的无线电通信。歌词使用了无线电的术语，如“杂讯”“干扰”“信号弱”等来强化这一主题。《暗号》的歌词写作有唱片公司内部人员参与，在周杰伦的创作史上是第一次。使用的主要乐器是吉他。没有说唱部分。此曲獲得了2003年第三屆音樂風云榜港台年度十大金曲獎。
4. 龙拳
“龙拳”是一首中国风的摇滚乐。尽管使用最多的乐器是电吉他，传统乐器鼓、笛、扬琴的运用也很引人注意。据官方网站描述，鼓的打击风格是“宫廷式”的。
歌词主要描述了中国的历史和地理以及“我”的“化身为龙”，周杰倫創作《龍拳》這首歌是為了延續中國功夫的感覺，與之前創作的《娘子》和《雙截棍》相呼應，靈感源於對中國功夫和中華民族團結觀念的理解，並在創作時以“龍”的文化作為歌曲的主題。周杰伦2004年第一次参加 CCTV 春节联欢晚会时，演唱的就是这首歌。这首歌只有说唱。洪敬堯憑藉該歌曲入圍第十四屆金曲獎最佳編曲人獎。
5. 火车叨位去
这是迄今周杰伦唯一一首全部用台語唱的歌。“火车叨位去”描述了一个恋人在火车上写信，用“火车”的意象象征了一场爱情无法挽回的结局。方文山在歌词中使用了很多没有对应汉字的台湾方言词汇，流传的歌词一般用注音符号标注。流派 R&B，主要伴奏乐器为吉他，既有说唱也有唱。
6. 分裂
周杰伦在《分裂》中描述了他的精神成年礼。第一段韵文的开头描述了作者考试（大学入学考试）落榜后“离开”的过程，以及对过往生活的回忆——象征从童年到成年的转变。歌词中使用了“我”和“你”，但两个叙事主体都是指作者本人，以此象征精神上的矛盾对立。作为强势的“我”已经决意要“离开”，而“你”却不情愿。音乐中主要使用了钢琴、小提琴和大提琴。没有说唱。
7. 爷爷泡的茶
《爷爷泡的茶》中没有使用传统乐器，但仍然被认为是一首“中国风”的曲目。歌词通过一个九岁小孩的视角写中国传统茶文化，主题大致是对传统田园生活的肯定。音乐中主要使用了吉他和小提琴，并运用了 刮碟 技术。2003年，方文山憑藉此歌入圍第十四屆金曲獎最佳作詞人獎。方文山為了寫好《爺爺泡的茶》的歌詞，在創作前特意研究了製茶的過程，並在創作時以濃郁的親情作為歌曲的載體，同時在歌詞裡所提及的“爺爺栽種的樟木樹”源於方文山家鄉老屋的“老樟樹”。
潘长江翻唱过这首歌。
8. 回到过去
《回到过去》的歌词是刘畊宏写的。他在歌词中反复使用了拟人化的手法，刻画夜深人静时悼念爱情的忧郁心情。“夜”是歌词的主导意象。流派 R&B，主要伴奏乐器为吉他，没有说唱部分。周杰倫為了讓歌曲在錄音上呈現出亮點，在結尾部分採用了模仿老式收音機的特效。此曲獲得了2002十大勁歌金曲最受歡迎國語歌曲獎金獎。
9. 米兰的小铁匠
这首歌有意模仿了義大利民歌的风格，洋溢著異國風味的中快版音符。歌词叙述了一个穷苦的铁匠努力工作，梦想着买一把吉他的故事。音乐中有一段40秒的古典吉他独奏，并多处使用了 刮碟 技术。
10. 最后的战役
《最后的战役》描述了一个年轻士兵的思想。韵文部分叙述童年的回忆，合唱部分则描写目睹战友的死去。流派为 R&B，管弦乐伴奏，结尾部分使用的是风笛。歌曲开场使用了机关枪扫射的音效，第二段韵文开始前则使用了枪上膛的音效。这首歌是周杰倫献给好友劉畊宏的。

## 奖项与提名
| 奖项                   | 提名                   | 结果 |
| ---------------------- | ---------------------- | ---- |
| 最佳流行音樂演唱專輯獎 | 《八度空間》           | 提名 |
| 最佳作詞人獎           | 方文山/《爺爺泡的茶》  | 提名 |
| 最佳編曲人獎           | 洪敬堯/《龍拳》        | 提名 |
| 最佳編曲人獎           | 鍾興民／《最後的戰役》 | 提名 |
| 最佳專輯製作人獎       | 周杰伦/《八度空間》    | 提名 |

## 唱片版本
1. 唱片行預購版CD+最後的戰役VCD 加贈3張明信片
2. 7-11預購版CD+最後的戰役VCD 加贈Jay戰役手機鍊
3. 台灣卡帶版

## 轶事
- 周杰倫新專輯預計七月十八日發行，為了防止盜版，「阿爾發」唱片公司對所有內容保密到家。包括照片、歌曲，甚至企劃方向，都被總經理楊峻榮認為是「最高機密」，公司全體員工都被交代以「保密防諜」的態度處理周杰倫新專輯。預購DM寫著周杰倫新專輯「8.1度」預購從七月四日起至十四日止，預購者獨家贈送「JAY戰役手機鍊」，負責便利商店通路的亞洲唱片「百娛網」的網站上也有這則消息，不過專輯名稱卻是「八度空間」，搞得歌迷一頭霧水，阿爾發表示，周杰倫新專輯確實名稱是「八度空間」，因為之前雙方溝通有誤差，通路又趕著印製海報與DM，才會出錯。為避免專輯名稱鬧雙包，近日全面回收這批預購單及海報。

- 專輯《八度空间》在2003年度台灣第14屆金曲獎頒獎典禮中虽然获得多項提名，但没有一項获奖，成为周杰伦的一大遗憾，亦成为他2004年创作的歌曲《外婆》的歌曲来源。《外婆》收录于周杰伦2004年专辑《七里香》，歌词中有一段张欣瑜（并非周杰伦表妹）和周杰倫的RAP：“（张欣瑜）记得去年外婆的生日，表哥带我和外婆参加，她最最重视的颁奖典礼。（周杰倫）结果却拿不到半个奖......”[10]

## 外部連結
- 半島鐵盒 MV（页面存档备份，存于）
- 暗號 MV（页面存档备份，存于）
- 回到過去 MV（页面存档备份，存于）